# Purwokerto (Ngadiluwih)
Purwokerto is een bestuurslaag in het regentschap Kediri van de provincie Oost-Java, Indonesië. Purwokerto telt 6851 inwoners (volkstelling 2010).